# Pharsalia nicobarica
Pharsalia nicobarica är en skalbaggsart som beskrevs av Stefan von Breuning 1970. Pharsalia nicobarica ingår i släktet Pharsalia och familjen långhorningar. Inga underarter finns listade i Catalogue of Life.